# Askale Tiksa
Askale Tiksa Benti (ur. 21 lipca 1994) – etiopska lekkoatletka specjalizująca się w chodzie sportowym. 
Na mistrzostwach Afryki w 2014 zajęła 3. miejsce w chodzie na 20 km. Podobnie 3. miejsce w tej samej dyscyplinie zajęła w 2015 na igrzyskach Afrykańskich. W 2016 reprezentowała swój kraj na igrzyskach w Rio de Janeiro. Zajęła 61. miejsce w chodzie na 20 km kobiet.  

## Rekordy życiowe
- Chód na 20 km – 1:34:50